# ناک باکس

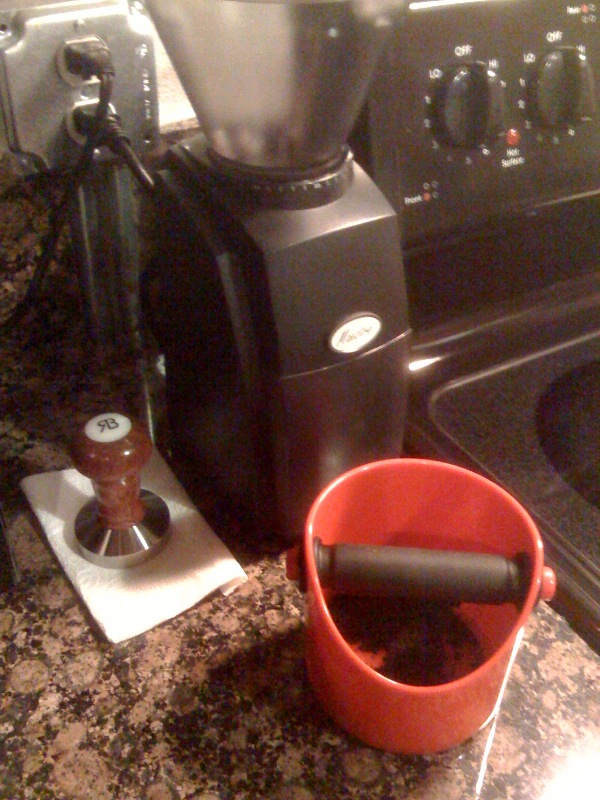
یک تمپر، آسیاب و ناک باکس اسپرسو

یک ناک باکس (به‌طور غیررسمی به عنوان «بشکه ضربه‌ای»، «ستون قهوه»، «قطعه ضربه‌ای» یا «بنگ بنگ» شناخته می‌شود) وسیله ای است که برای ذخیره‌سازی تفاله‌های مصرف‌شده اسپرسو، که به آن پَک گفته می‌شود، پس از گرفتن یک شات اسپرسو استفاده می‌شود. این دستگاه معمولاً از استیل ضدزنگ یا پلاستیک ساخته می‌شود و دارای یک میله محکم به نام «میله ضربه‌ای» است که پورتافیلتر به آن ضربه زده می‌شود تا پَک آزاد شود. از آنجا که پَک اسپرسو معمولاً پس از استخراج بسیار داغ است، ناک باکس‌ها باید محکم باشند. علاوه بر این، آن‌ها همچنین تحت تأثیر کوبیدن و ضربه‌های مکرر برای جدا کردن اسپرسو پس از استفاده قرار می‌گیرند، بنابراین لاستیک و استیل ضدزنگ متداول‌ترین مواد مورد استفاده هستند. در کافه‌های مختلف، آن‌ها به صورت کشوهایی دیده می‌شوند که جزئی از ساختار بار هستند، یا به عنوان جعبه‌های استیل ضدزنگ که معمولاً برای راحتی نزدیک آسیاب قرار دارند.